# Fujiwara no Seishi (972-1025)
L'impératrice (kōgō) Fujiwara no Seishi (藤原娍子) (972–1025) est la consort de  l'empereur Sanjō du Japon. Elle est la fille ainée de Fujiwara no Naritoki (藤原済時).
Descendance :
- Prince impérial Atsuakira (敦明親王) (994–1051), prince héritier de l'empereur Go-Ichijō; plus tard, Ko-ichijō In (小一条院)
- Prince impérial Atsunori (敦儀親王) (997–1054)
- Prince impérial Atsuhira (敦平親王) (999–1049)
- Princesse impériale Tōshi (véritable prononciation inconnue) (当子内親王) (1001–1023), 37e saiō du Ise-jingū) 1012–1016
- Princesse impériale Shishi (véritable prononciation inconnue) (禔子内親王) (1003–1048), épouse de Fujiwara no Norimichi (藤原教通)
- Prince impérial Moroakira (師明親王) (1005–1085), prêtre laïc sous le nom Seishin (性信) (deuxième prêtre en chef du temple Ninna-ji, 仁和寺)

## Source de la traduction
- (en) Cet article est partiellement ou en totalité issu de l’article de Wikipédia en anglais intitulé « Fujiwara no Seishi » (voir la liste des auteurs).